# ARA Uruguay
Pour les articles homonymes, voir Uruguay (homonymie).
La corvette ARA Uruguay, construite en 1874 en Angleterre par Cammell Laird, est un navire de la marine argentine (Armada de la República Argentina, ARA) qui est devenu navire musée à partir de 1966.

## Histoire
L'Uruguay a été construit en Angleterre en 1874 sur le chantier naval Cammell Laird de Birkenhead comme le ARA Presidente Sarmiento. C'est le plus ancien bateau de la Marine argentine à flot de son âge, le dernier bâtiment du légendaire escadron  du Président Sarmiento. Il était gréé en trois-mâts barque avec une coque en acier doublé en teck.

De 1874 à 1887 il a servi à l'origine comme gunship (ou canonnière) puis fut très vite affecté comme navire d'entraînement en devenant le navire-amiral de la formation navale argentine. Durant cette période, il a fait partie de l'expédition en Patagonie (1878) pour affirmer la souveraineté argentine sur cette région menacée par le Chili. En 1879 il participe à la première remise des diplômes des officiers de l'Académie de marine à Buenos Aies. En 1884, il transporte des scientifiques étrangers pour observer le transit de Vénus (passage du disque de Vénus devant le Soleil).

De 1887 à 1903, réaménagé spécifiquement et avec un nouveau moteur, il devient navire de soutien d'expéditions sur l'Antarctique. Il fera ainsi le sauvetage de l'expédition antarctique suédoise d'Otto Nordenskjöld qui avait perdu leur bateau Antarctic. Une plaque commémorative et un cairn, érigés à la baie des Manchots de l'île Seymour, rappellent la rencontre de la corvette argentine et des membres de l'expédition suédoise, le 10 novembre 1903 ; cette plaque est classée comme monument historique de l'Antarctique.

De 1904 à 1906, il participe à la troisième expédition antarctique de Jean-Baptiste Charcot.

De 1904 à 1922, il ravitaille les zones de pêche  des Îles Orcades du Sud, de Géorgie du Sud, des Îles Sandwich du Sud et des bases scientifiques de recherches hydrographiques et géographiques dans le Passage de Drake et au Cap Horn.

En 1926, après 52 ans de service, il est réformé et devient un dépôt flottant de munitions.

En 1954, il est restauré au chantier naval de Rio Santiago de Buenos Aires. Deux ans plus tard il est mis à quai de l'Ecole navale et devient un navire musée. Retiré réellement du service naval en 1962, il est déclaré, en 1967, monument historique et amarré avec le ARA Presidente Sarmiento au quai de Puerto Madero.